# Установка комплексної підготовки газу "Солоха"

Установка комплексної підготовки газу «Солоха» — установка комплексної підготовки газу на Солохинському родовищі газу.

## Склад установки
- Установка низькотемператорної абсорбції газу
- Установка підготовки абсорбенту
- Установка підготовки пропану
- установка низькотемпературної сепарації газу детандер-генератором
- установка низькотемпературної сепарації газу з пропановою холодильною установкою
- Установка підготовки газового конденсату
- Компресорна станція «Солоха»

## Розвиток установки
- У 1978 р. стала до ладу міжпромислова газорозподільча станція «Солоха» для збору і очищення газу перед магістральною компресорною станцією КС-Диканька.
- У 1988 р. ГС «Солоха» доповнена установкою низькотемпературної сепарації газу.
- У 1998 р. ГС «Солоха» доповнена установкою низькотемпературної абсорбції газу для вилучення широкої фракції легких вуглеводнів.
- У 2001 р. виконані роботи по установці підготовки адсорбенту (УПА).
- У 2004 р. побудована установка підготовки пропану, який використовується як холодильний агент.
- У 2006—2008 рр. установку реконструйовано з використанням детандер-генератора.